# Rathkea octopunctata
Rathkea octopunctata är en nässeldjursart som först beskrevs av Sars 1835.  Rathkea octopunctata ingår i släktet Rathkea och familjen Rathkeidae. Arten är reproducerande i Sverige. Inga underarter finns listade i Catalogue of Life.